# Allium hickmanii
Allium hickmanii — вид трав'янистих рослин родини амарилісові (Amaryllidaceae), ендемік західної Каліфорнії, США.

## Опис
Цибулин 1–5+, від яйцюватих до кулястих, 0.8–1.2 × 0.7–1.2 см; зовнішні оболонки містять 1 або більше цибулин, від сірих до сіро-коричневих, чітко виражені клітинно-сітчасті, перетинчасті; внутрішні оболонки білі. Листки стійкі, в'януть від кінчика в період цвітіння, 2; листові пластини субциліндричні, 3–20 см × 0.5–1 мм. Стеблина стійка, поодинока, прямостійна, циліндрична, (3)5–15 (17) см × 0.5–2 мм. Зонтик стійкий, прямостійний, компактний, 4–15-квітковий, півсферичний, цибулинки невідомі. Квіти дзвінчасті, 5–7 мм; листочки оцвітини прямостійні, від білих до блідо-рожевих, від ланцетних до ланцетно-яйцюватих, ± рівні, краї цілі, верхівки гостра або тупа. Пиляки білі; пилок білий. Насіннєвий покрив тьмяний. 2n = 14.
Період цвітіння: березень — травень.

## Поширення
Ендемік західної Каліфорнії, США.
Населяє трав'янисті, лісисті схили та плоскі ділянки; 0–50 м.